# House of Cards (singel)
House of Cards – ballada rockowa angielskiej grupy Radiohead, którą wydano na singlu promocyjnym. Piosenka jest ósmym utworem na albumie In Rainbows.
Singiel wydano w maju 2008 roku razem z Bodysnatchers (drugi utwór na płycie). Dotarł on do jedynie do 48. pozycji na Modern Rock Tracks (podczas gdy Jigsaw Falling Into Place do 69., a Bodysnatchers do 8. – najwyższa lokata dla zespołu od czasów Creep).

## Nagrody
W 2009 roku utwór nominowano do trzech Nagród Grammy, w kategoriach: Best Rock Performance by a Duo or Group with Vocal, Best Rock Song, Best Short Form Music Video. Nie zdobył jednak żadnej ze statuetek, które przypadły kolejno Kings of Leon, Bruce’owi Springsteenowi za „Girls in Their Summer Clothes” i grupie Weezer za „Pork and Beans”. Na tej ceremonii zespół otrzymał jednak Grammy za najlepszy album alternatywny za In Rainbows.

## Teledysk
Teledysk wykonano w technice lidar, przez co postacie i scenerie w teledysku wydają się „siatkowate”. Sam wideoklip przedstawia Thoma Yorke’a i innych ludzi spacerujących po przedmieściach i wychodzących z przyjęcia. Filmowano go przy użyciu minimalnych środków na Florydzie.

## Lista utworów

### Promo CD
1. „House of Cards (radio edit)” – 4:33
2. „Bodysnatchers” – 4:02